# Лозанна (аеропорт)
Аеропорт Лозанни — Блешретт (фр. Aéroport de Lausanne-Blécherette) — регіональний аеропорт міста Лозанни, кантон Во, Швейцарія. Розташований у міському районі Блешретт на відстані 1 км від центру міста.
Летовище почало функціонувати з 1911 року. У 1914 році побудований перший ангар. У 1919 році відкрито регулярне поштове сполучення з Цюрихом. У 1926 році через фінансові труднощі летовище було передано власниками муніципалітету Лозанни. У 1930-ті роки з Блешретту здійснювалося повітряне сполучення з містами Швейцарії, а також Парижем, Лондоном, Римом, Віднем, Берліном, Амстердамом, Марселем і Барселоною.
У роки Другої світової війни летовище використовувався у військових цілях. На той момент Блешретт вже не відповідав вимогам сучасних летовищ, і в 1941 році влада ухвалила рішення перенести аеропорт міста на південний захід в лозаннське передмістя Екюблан. Однак населення висловилося проти перенесення на кантональному референдумі 1946 року. Після чого виник новий план з перенесення аеропорту на північ в містечко Етаньєр. Однак в 1972 і 1974 роках громадяни на кантональному референдумі проголосували проти перенесення летовища в Етаньєр. У 1980-і роки через високі витрати на утримання аеропорту планувалося його закриття в 2006 році.
У 1993 році аеропорт було передано компанії Aéroport région lausannoise-La Blécherette SA (ARLB). У 2000 році проведена модернізація злітно-посадкової смуги. У 2005 році відкрита нова 4-поверхова адміністративна будівля у формі крила
Розташований на околиці Лозанни поблизу автомагістралі А9. Автобуси № 1 та 21 сполучають аеропорт з містом. Планується будівництво лінії метро М3, яка зв'яже аеропорт Блешретт із залізничним вокзалом Лозанни.